# أبو حقي
أبو حقي هو مسلسل تلفزيوني كوميدي سياسي من إنتاج وعرض قناة الشرقية سنة 2008، يطرح قصة موظف مرتشي يعمل في الدوائر الحكومية ذو منصب عالي في الدولة.

## موضوعه
عرض المسلسل خلال شهر رمضان 2008 وأعيد عرضه عامي 2009 و2010. وحقق ضجة إعلامية كبيرة ونال متابعة واسعة من العراقيين، حيث أنه كان ينقل همومهم ومشاكلهم ويطرحها على شاشة قناة الشرقية ولمدة 30 حلقة. طرحت في هذا المسلسل العديد من القضايا التي يعاني منها الشعب العراقي، مثل انقطاع الكهرباء والفساد المالي والمشاكل السياسية مثل أزمة الثقة بين الأطراف السياسية والانتهازية وتغليب المصالح الشخصية. كما انتقد المسلسل قيادات سياسية بارزة في العراق بعد أحداث غزو العراق.

## الممثلون
شارك في هذا المسلسل العديد من الممثلين العراقيين مثل جواد الشكرجي بدور أبو حقي وميس كمر وزهور علاء ومهدي الحسيني وفضلي الجبوري وعدي عبد الستار.
أخرج هذا المسلسل اوس الشرقي الذي عرف عنه تقديم أفكار جريئة تنتقد الواقع السياسي في العراق بأسلوب ساخر ومبتكر.
وألف المسلسل أسامة الشرقي وهو الأخ الصغير للمخرج أوس الشرقي.

## وصلات خارجية
- مقدمة مسلسل أبوحقي على يوتيوب